# Prezident Estonska
Prezident Estonské republiky (estonsky: Eesti Vabariigi President) je hlava státu Estonska. Funkce prezidenta v estonském politickém systému je ceremoniální a je jí přiděleno méně výkonných pravomocí než prezidentům v jiných parlamentních systémech. Tato tradice sahá až do meziválečné éry, kdy se tvůrci ústavy nového státu, po zlé zkušenosti s ruským carismem, snažili vytvořit systém co nejvíce parlamentní. Roku 1933 byl naopak zaveden prezidentský systém (ačkoli tzv. stařešina nebyl prezidentem v pravém slova smyslu, prezidentský úřad byl zaveden až roku 1938), který se však zvrhl v diktaturu, takže po obnovení samostatnosti v roce 1992 se tvůrci ústavy raději vrátili k původní, ultraparlamentní tradici s minimální rolí prezidenta.
Prezident je povinen pozastavit členství v jakékoli politické straně po dobu svého funkčního období. Po nástupu do funkce také automaticky zanikají jeho pravomoci v jakékoli jiné volené nebo jmenované funkci. Prezident je volen na pět let. Může být zvolen libovolněkrát, ale ne více než dvakrát po sobě. Prezident je volen parlamentem Riigikogem. Musí v něm získat dvoutřetinovou většinu. Pokud žádný z kandidátů nezíská v Riigikogu dvoutřetinovou podporu ani po třech kolech hlasování, je svolán zvláštní volební orgán složený ze všech členů Riigikogu a volených zástupců všech obcí (alespoň jeden zástupce z každé obce, ale ne více než 10 zástupců jedné obce). Tento orgán pak vybírá mezi dvěma kandidáty s největším procentem hlasů z předchozího hlasování parlamentu. V roce 2016 došlo k situaci, že ani tento volební orgán prezidenta nevybral a volba se vrátila na půdu parlamentu. Tento volební systém je v estonské veřejné debatě často kritizován a část politického spektra volá po zavedení přímé volby (Estonská strana středu a Konzervativní lidová strana). Prezident Lennart Meri navrhl zavést přímou volbu prezidenta v poslední den svého funkčního období, ale tento návrh nenašel v parlamentu podporu.
Příkladem relativně malého manévrovacího prostoru prezidenta jsou jeho možnosti při vyhlašování předčasných voleb. Mimořádné volby může prezident vyhlásit při čtyřech příležitostech: pokud se ukáže, že Riigikogu není schopen schválit zákon o státním rozpočtu, pokud se parlamentu nepodaří získat souhlas s nějakým návrhem v referendu, pokud Riigikogu nezvolí předsedu vlády poté, co k tomu dostane příležitost. Při těchto třech příležitostech je vyhlášení mimořádných voleb povinné a prezident jedná automaticky. Pouze ve čtvrtém případě může jednat jako politický aktér: pokud Riigikogu schvaluje návrh na vyslovení nedůvěry vládě a vláda požádá prezidenta, aby zvážil vyhlášení mimořádných voleb. V tomto jediném případě prezident může volby vyhlásit, stejně jako to může odmítnout, a to z jakéhokoli důvodu.
Veto prezidenta může parlament přehlasovat prostou většinou, pak již je prezident povinen zákon podepsat. O složení vlády rozhoduje výhradně premiér. Prezident nemůže odmítnout jmenovat premiérem navrženého ministra nebo odvolat ministra, pokud si to premiér přeje. Prezident jmenuje předsedu Nejvyššího soudu, předsedu správní rady Estonské národní banky, generálního auditora a kancléře spravedlnosti, ale všichni musí být schváleni parlamentem. Prezidenta centrální banky jmenuje na návrh její správní rady, který má nicméně právo odmítnout (a to libovolněkrát).
Prezident sídlí v prezidentském paláci v parku Kadriorg v Tallinnu. Novobarokní budova byla postavena v roce 1938. V letech 1944 až 1990 zde sídlilo Prezidium nejvyššího sovětu Estonské sovětské socialistické republiky.